# Orlogsskonnerten Fylla
 For alternative betydninger, se Fylla. (Se også artikler, som begynder med Fylla)
Fylla blev bygget på Orlogsværftet i København og søsat i 1862. Skibet var bygget af træ og forsynet med en motor fra Burmeister & Baumgarten på 500 HK. Skibets skrue kunne hejses op i en brønd, så den ikke sinkede fremdriften, når der førtes sejl. Fylla gjorde især tjeneste på Nordatlanten som inspektionsskib. Fylla og søsterskibet Diana havde oprindeligt helt glat dæk, bortset fra de tre master og skorstenen, så svingkanonerne kunne anvendes frit. Efter omarmeringen i 1882 var dette ikke længere nødvendigt, og der kom en overbygning til omkring skorstenen. Blev i 1885 klassificeret som krydser af 3. klasse, men fortsatte tjenesten som inspektionsskib.

## Tekniske data

### Generelt
- Længde: 47,8 m
- Bredde:  7,9 m
- Dybgang: 3,1 m
- Deplacement: 560 ton
- Fart 10 knob
- Besætning: 84 i 1864, 80 i 1890

### Armering
- Artilleri (1863): 1 styk 60 pund (20,5 cm) og to styk 30 pund glatløbede forladekanoner.
- Artilleri (1864): 1 styk 60 pund (20,5 cm) glatløbet forladekanon og to styk 18 pund (14 cm) riflede forladekanoner. Under krigen i 1864 desuden 6 styk 4 pund haubitser.
- Artilleri (1865): 3 styk 18 pund (14 cm) riflede forladekanoner.
- Artilleri (1878): 3 styk 18 pund (14 cm) riflede forladekanoner og 2 styk 37 mm kanoner.
- Artilleri (1882): 8 styk 87 mm riflede bagladekanoner og 2 styk 37 mm kanoner.
- Artilleri (1883): 4 styk 87 mm riflede bagladekanoner, 4 styk 87 mm riflede forladekanoner og 2 styk 37 mm kanoner.
- Artilleri (1885): 6 styk 87 mm riflede bagladekanoner og 2 styk 37 mm kanoner.

## Tjeneste
- Indgået i 1863. På togt til De dansk-vestindiske øer samme år, men hjemkaldt ved udbruddet af krigen i 1864. Indgik i eskadren i den østlige del af Østersøen. I årene 1865-79 var Fylla hvert sommerhalvår på togt til Island og Færøerne som stationsskib, hvilket indebar, at skibet markerede Danmarks suverænitet i området og også fungerede som inspektionsskib. Blev 1880 og 1881 anvendt som fiskeriinspektionsskib i Nordsøen. 1881-82 blev Fylla hovedrepareret og omarmeret. I 1882 og 1883 igen anvendt til fiskeriinspektion i Nordsøen. I 1884 på togt til Grønland og i 1884-85 på togt til Middelhavet. I 1886 på ny i Grønland, 1888 på Færøerne og Island og endelig i 1889 på Færøerne og Grønland. Udgået af Flådens tal i 1894, og dermed ikke længere betragtet som aktivt krigsskib. Ophugget i 1903.